# 溫弗瑞鎮區 (阿肯色州克勞福德縣)
溫弗瑞鎮區（英語：Winfrey Township）是位於美國阿肯色州克勞福德縣的一個行政鎮區。

## 地方資料
溫弗瑞鎮區的面積為70.38平方千米，當中陸地面積為70.09平方千米，而水域面積為0.29平方千米。根據2010年美國人口普查的數據，當地共有人口1224人，而人口密度為每平方千米17.39人。